# ℃-uteコンサートツアー2011春『超!超ワンダフルツアー』
『℃-uteコンサートツアー2011春『超!超ワンダフルツアー』』（キュートコンサートツアー2011はる ちょうちょうワンダフルツアー）は、2011年4月30日から7月2日まで開催された℃-uteのコンサートツアーである。DVD、Blu-rayは2011年9月28日発売。発売元はゼティマ。

## 日程
- 4月30日・5月1日： 中野サンプラザ
- 5月3日：茨城県立県民文化センター 中止
- 5月5日：新潟県民会館
- 5月7日：栃木県総合文化センター
- 5月8日：サンシティ越谷市民ホール
- 5月15日：中京大学文化市民会館
- 6月4日・5日：NHK大阪ホール

追加公演
- 6月18日：よこすか芸術劇場
- 6月26日：オリンパスホール八王子
- 7月2日：千葉県文化会館

## DVD/Blu-ray
『℃-uteコンサートツアー2011春『超!超ワンダフルツアー』』（DVD：2011年9月28日 Blu-ray：2011年9月28日）
2011年6月18日によこすか芸術劇場にて行われたコンサートの模様を収録。
1. OPENING
2. Midnight Temptation
3. FOREVER LOVE
4. JUMP
5. VTR映像(メンバー紹介)
6. 桃色スパークリング
7. MC1
8. 3番ホーム 3両目
9. 別れたくない・・・
10. Kiss me 愛してる
11. MC1【ワンダフル ベスト3】
12. 「残暑 お見舞い 申し上げます。」（鈴木愛理）
13. 晴れのプラチナ通り（中島早貴）
14. 最高級のエンジョイGIRLS（岡井千聖 with 鈴木愛理・萩原 舞）
15. サークル
16. ルルルルル
17. MC3
18. 四月宣言（萩原 舞）
19. EVERYDAY 絶好調!!（矢島舞美 with 中島早貴・萩原 舞）
20. MC4
21. That’s the POWER
22. 僕らの輝き
23. キャンパスライフ〜生まれて来てよかった〜
24. 超WONDERFUL!
25. MC5
26. Danceでバコーン!
27. 青春ソング
28. ENCORE：これ以上 嫌われたくないの
29. ENCORE：MC6
30. ENCORE：いざ、進め! Steady go!

Blu-rayのみ
特典映像1：昼公演 日替わり曲
12. Lonely girl’s night（矢島舞美）
13. 君の戦法（中島早貴 with 鈴木愛理・岡井千聖）
14. 甘い罠（萩原 舞 with 矢島舞美・岡井千聖）
18. スイーーツ→→→ライブ（岡井千聖）
19. YES!しあわせ（鈴木愛理 with 矢島舞美・中島早貴）
特典映像2
- 千秋楽メイキング映像 2011年7月2日 in 千葉県文化会館